# Maria Tudor, regină a Franței
Maria Tudor (18 martie 1496 – 25 iunie 1533) a fost sora mai mică a regelui Henric al VIII-lea al Angliei și regină a Franței în timpul mariajului ei cu Ludovic al XII-lea al Franței. După moartea acestuia, s-a căsătorit cu Charles Brandon, Primul Duce de Suffolk.

## Prima căsătorie: Regină a Franței

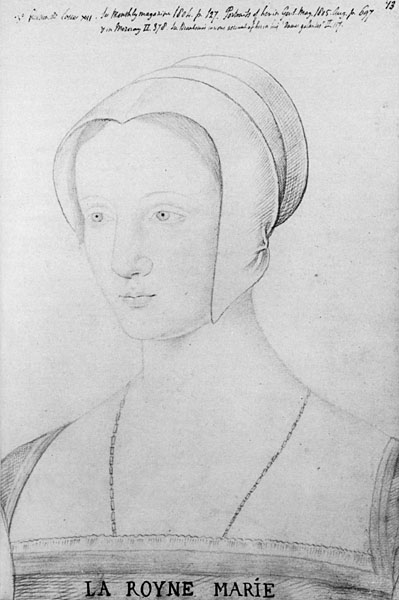
O schiţă a Mariei în timpul scurtei perioade ca regină a Franței.

Maria a fost al cincilea copil al regelui Henric al VII-lea al Angliei și a reginei Elisabeta de York. S-a născut la Palatul Richmond. Ea și fratele ei Henric au fost apropiați în timpul copilăriei—el și-a numit fiica, viitoarea regină Maria I, după ea. Nava de război Mary Rose, de asemenea, a fost denumită în onoarea ei.
În timpul adolescenței ei, Ducele de Milano a încercat să aranjeze o căsătorie între ea și fiul lui cel mic, Massimiliano Sforza, ca o modalitate de a obține ajutorul lui Henric al VII-lea în lupta împotriva francezilor. Henric a respins acest lucru deoarece Anglia trăia în pace cu Franța și nu dorea să fie implicat în războaiele italiene.
Cunoscută în tinerețea ei ca una dintre cele mai frumoase prințese din Europa, Maria a fost logodită în decembrie 1507 cu Carol de Castilia, viitorul Carol Quintul, împărat romano-german. Cu toate acestea, din cauza schimbărilor intervenite în alianțele politice ale puterilor europene, căsătoria nu a mai avut loc. În schimb, Cardinalul Wolsey a negociat un tratat de pace cu Franța, iar pe 9 octombrie 1514, la vârsta de 18 ani, Maria s-a căsătorit la Abbeville cu regele în vârstă de 52 de ani al Franței, Ludovic al XII-lea. Una din doamnele ei de onoare a fost Anne Boleyn.
Maria a fost descrisă de către ambasadorul venețian fiind "ca un rai—înaltă, subțire, cu ochi de culoare gri și cu o paloare extremă". Își purta părul de culoare roșie-aurie lung până la talie. În ciuda celor două căsătorii anterioare, regele nu avea fiii în viață și a încercat să aibă un moștenitor; însă Ludovic a murit la 1 ianuarie 1515, la mai puțin de trei luni după ce s-a căsătorit cu Maria.
După moartea lui Ludovic, noul rege Francisc I a încercat să aranjeze o a doua căsătorie pentru frumoasa văduvă.

## A doua căsătorie: Ducesă de Suffolk

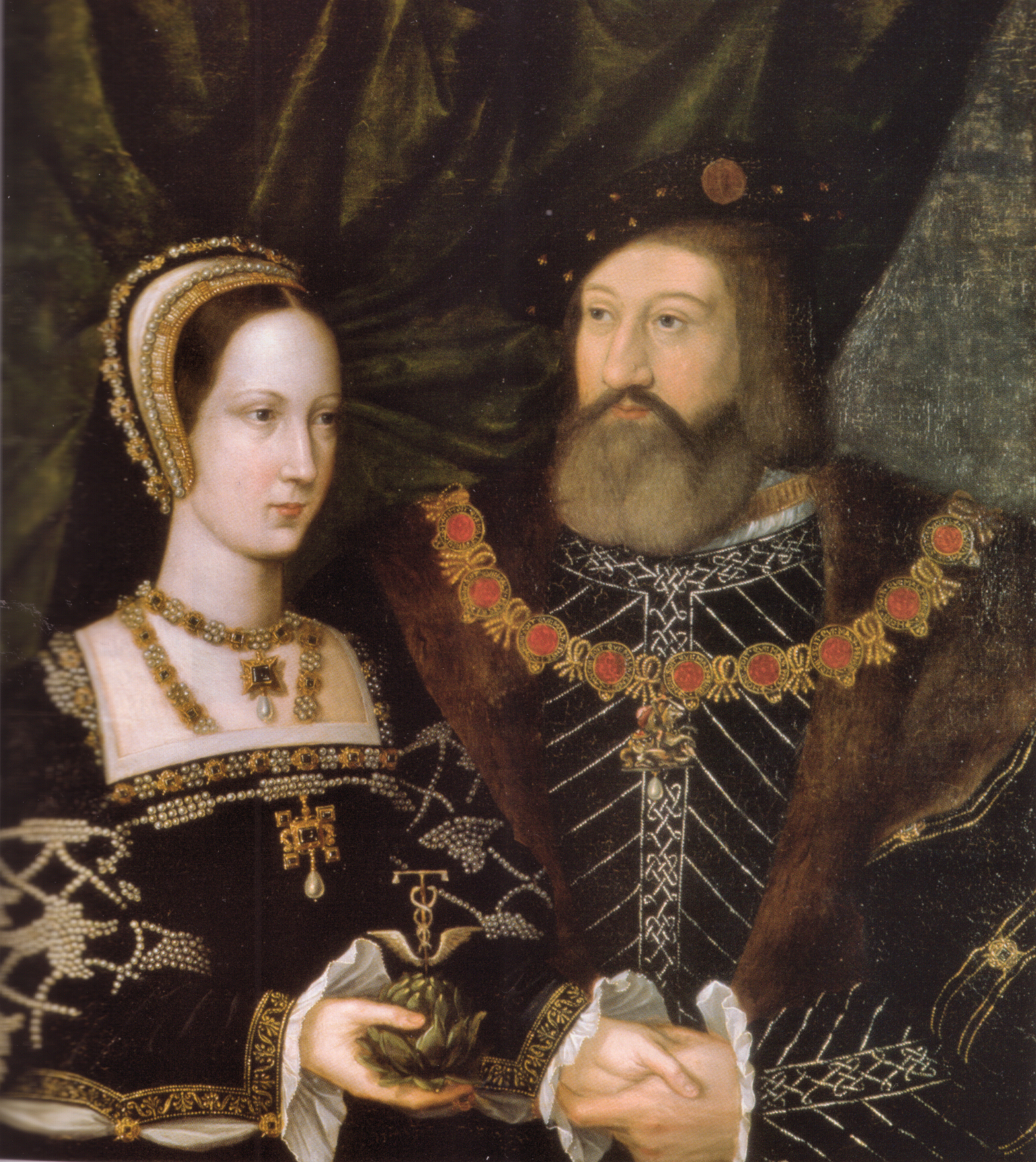
Prințesa Maria Tudor și Charles Brandon, Duce de Suffolk, c. 1516.

Maria era nefericită în căsnicia cu Ludovic deoarece era îndrăgostită de Charles Brandon, Duce de Suffolk. Fratele ei Henric știa de sentimentele surorii sale însă ar fi dorit ca viitoarea căsătorie să fie în avantajul alianțelor politice.
Când l-a trimis pe Brandon s-o aducă pe Maria înapoi în Anglia, la sfârșitul lunii ianuarie 1515, l-a pus pe Duce să-i promită că n-o va cere în căsătorie. Cu toate acestea, cuplul s-a căsătorit în secret în Franța la 3 martie 1515. Din punct de vedere tehnic, acest lucru a fost o trădare; Brandon s-a căsătorit cu o prințesă regală, fără consimțământul lui Henric. Regele era indignat iar Consiliul de Coroană a cerut ca Brandon să fie închis sau executat.
Datorită intervenției Wolsey și a afecțiunii lui Henric atât pentru sora lui cât și pentru Brandon, cuplul a primit doar o amendă grea. Oficial, ei s-au căsătorit la 13 mai 1515 la Palatul Greenwich.  
Chiar și după a doua căsătorie, Mariei a continuat să i se spună la curtea engleză "regina Franței" și nu "ducesa de Suffolk".  Cea mai mare parte a timpului, Maria a petrecut-o la moșia Ducelui în Suffolk.
Relațiile dintre Henric al VIII-lea și Maria au fost tensionate la sfârșitul anilor 1520 când ea s-a opus încercării regelui de a anula căsătoria cu Ecaterina de Aragon, pe care Maria o cunoștea de ani de zile. A dezvoltat o aversiune puternică față de viitoarea regină, Anne Boleyn,, cu care s-a întâlnit prima dată în Franța.
Maria a murit la Westhorpe Hall, Westhorpe, Suffolk la 25 iunie 1533, și inițial a fost înmormântată la Suffolk. Corpul a fost mutat după ce abația a fost distrusă în timpul disoluției mănăstirilor. Curând după moartea ei, soțul ei s-a căsătorit cu logodnica fiului său, care avea 14 ani și cu care a avut doi fii.

### Copii
Maria și Brandon au avut patru copii, două fiice și doi fii:
- Henry Brandon (11 martie 1516 - 1522)
- Lady Frances Brandon (16 iulie 1517 – 20 noiembrie 1559), s-a căsătorit cu Henry Grey, Duce de Suffolk și a fost mama lui Lady Jane Grey
- Lady Eleanor Brandon (1519 – 27 septembrie 1547), s-a căsătorit cu Henry Clifford, al 2-lea Conte Cumberland.
- Henry Brandon, Conte Lincoln (c.1523 - martie 1534).